# Jean Israël
Jean Israël, né le 5 décembre 1913 à Paris 2e et mort le 16 décembre 1995 à Paris 12e, colonel de l'Armée de l'air, est un pilote juif français. 

Son ami Antoine de Saint-Exupéry en fait l'un des héros de son Pilote de guerre, publié en 1942, ce qui a fait de Jean Israël le plus célèbre pilote juif français.

## Amitié avec Saint-Exupéry
Dans Saint-Exupéry, l'homme aux amitiés fidèles on trouve ce passage :
« En 1939, la guerre est déclarée et Saint-Exupéry rejoint le groupe 2/33. Avec ses camarades — Laux, Gavoille, Israël et Hochédé — et deux officiers — Dutertre et Moreau — il partage une baraque couverte de tôle ondulée où le froid soude les hommes. Il fera d'ailleurs de Jean Israël le héros de Pilote de guerre ».
Saint-Exupéry utilise dans Pilote de guerre le nom de son ami Jean Israël pour dénoncer l'antisémitisme. En l'espace de deux pages dans ce livre, il mentionne quatorze fois le nez « juif » de Jean Israël, qui de fait a un nez tout à fait ordinaire, selon la biographe de Saint-Exupéry.
Le livre Pilote de guerre rencontre de « l'hostilité » (antisémitique) parmi certains français car Saint-Exupéry y décrit les actes héroïques d'un membre juif de son escadron, Jean Israël (celui-ci a toujours fait état de sa judéité, et défendra cette identité toute sa vie). Le livre ne devient disponible que clandestinement, et Gallimard, l'éditeur de Saint-Exupéry ne peut réimprimer d'autres œuvres de Saint-Exupéry. Jean Israël apprend et apprécie à Arras, où il est emprisonné, le message de son ami Saint-Exupéry.

## Les combats
Le groupe de reconnaissance 2/33 sera cité à l'ordre de l'Armée aérienne le 31/05/40 : 
« Sous  l'impulsion de son Chef, le Commandant ALIAS et de ses Chefs d'Escadrille, le Capitaine Gelée et le Lieutenant Israël, le Groupe de Reconnaissance 2/33 constitue un superbe instrument de combat qui donne chaque fois la preuve d'un allant remarquable et d'une haute conscience. Dans une période particulièrement difficile, a obtenu au prix de lourdes pertes des renseignements précieux qui ont permis d'orienter le commandement d'une façon précise sur la   manœuvre ennemie. »
Jean Israël a subi trois crashes lors de sa courte carrière de pilote militaire. Ceci montre son courage. Le premier a eu lieu le 31 octobre 1939 dans l'est de la France. Son Potez 630 a été attaqué par deux chasseurs Me 109 allemands. L'équipage de trois hommes a pu s'en sortir avec un blessé. Le suivant a eu lieu le 30 avril 1940, lors d'un vol d'entrainement dans l'Aisne : un des deux moteurs est tombé en panne lors de la montée. Le pilote a réussi à poser l'avion déséquilibré horizontalement puis le choc a provoqué l'explosion, laissant juste le temps à l'équipage d'évacuer.
Le 22 mai 1940, Jean Israël est abattu avec son équipage lors d'une reconnaissance au-dessus de chars ennemis sur le secteur de Bapaume-Arras. Leur appareil, un bimoteur Potez 630 avec trois hommes à bord, est touché par des obus de 20 mm. Le pilote arrive à se poser mais une partie du train d'atterrissage s'affaisse et c'est un cheval de bois. L'observateur Israël est fait prisonnier par les Allemands. Il est enfermé à Arras puis est envoyé avec d'autres dans un oflag près de Lübeck. il ne sera libéré par les troupes alliées qu'à la fin de la guerre.
C'est au début de sa cinquième et dernière année en camp de prisonniers pour officiers que Jean Israël apprend dans la soirée du 9 août 1944 la disparition en vol de Saint-Exupéry. Cette nouvelle le bouleverse.
En partant du camp dans un camion réservé aux pilotes, il prend sous sa protection un jeune enfant juif qu'il trouve là tout seul. Ce dernier avait subi des « expériences chirurgicales » de la part des tortionnaires nazis et son jumeau en était mort. Il devint par la suite ingénieur électronicien.

## Cinéma et mémoire
Dans le téléfilm de Robert Enrico Saint-Exupéry : La dernière mission, diffusé le 27 mai 1996 sur France 3, le rôle de Jean Israël est tenu par l'acteur Arsène Jiroyan.